# طبعة إضافية

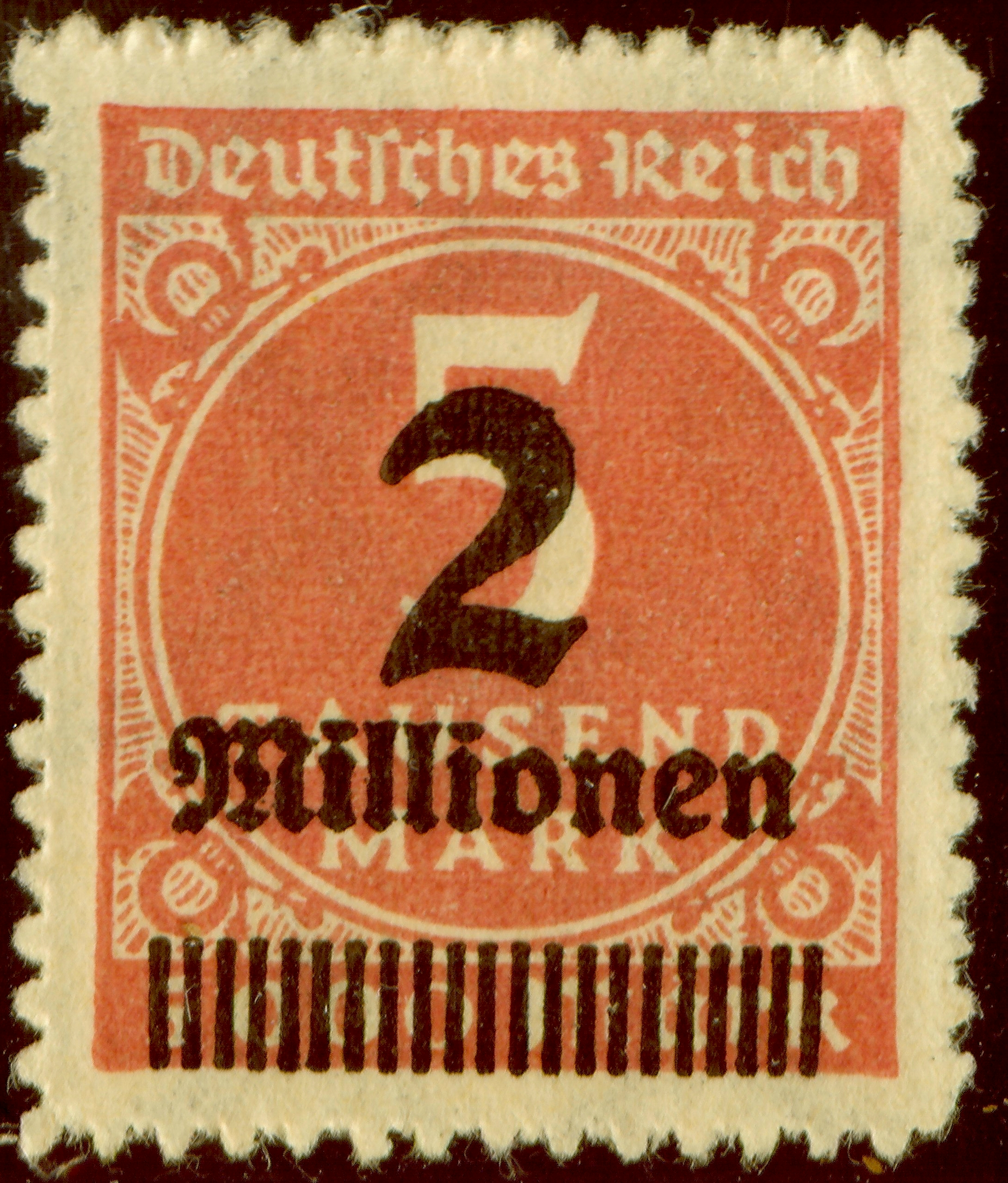
طبعة إضافية على طابع بريد ألماني عام 1923.

الطبعة الإضافية أو التوشيح هي نص أو رسم إضافي يضاف لطابع بريدي أو عملة ورقية بعد أن طباعته، إما لإضافة ضريبة إضافية أو الاحتفال بشيء أو إضافة علامات رقابية.
إن الطباعة المتراكبة هي طبقة إضافية من النصوص أو الرسومات التي تُضاف إلى وجه طابع البريد أو طابع الإيرادات أو القرطاسية البريدية أو الأوراق النقدية أو التذاكر بعد طباعتها. تستخدم مكاتب البريد في أغلب الأحيان الطباعة المتراكبة لأغراض إدارية داخلية مثل المحاسبة، ولكنها تُستخدم أيضًا في البريد العام. تشمل الأصناف المعروفة جيداً الطوابع التذكارية التي يتم إنتاجها لجاذبيتها العامة وتحظى باهتمام كبير في مجال الطوابع البريدية.
يصف مصطلح "التكلفة الإضافية" في مجال الطوابع أي نوع من الطوابع الزائدة التي تغير سعر الطابع. ترفع التكلفة الإضافية القيمة الاسمية للطوابع الموجودة أو تخفضها عندما تتغير الأسعار بسرعة كبيرة بحيث لا يمكن إنتاج إصدار جديد مناسب، أو ببساطة لاستخدام المخزون الفائض.
كما توصف أي طباعة زائدة تعيد تحديد القيمة الاسمية للطابع بعملة جديدة بأنها رسوم إضافية.
وقد لجأت بعض الأنظمة البريدية إلى الطبعات الزائدة عند التحول إلى نظام نقدي وطني جديد، كما فعلت سيراليون عندما تحول الكومنولث البريطاني إلى العملة العشرية في الستينيات.

## معرض صور

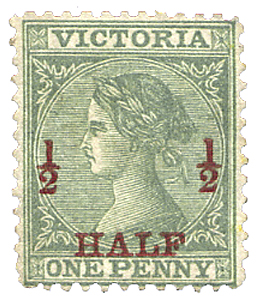
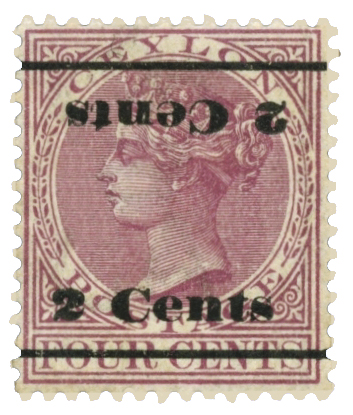
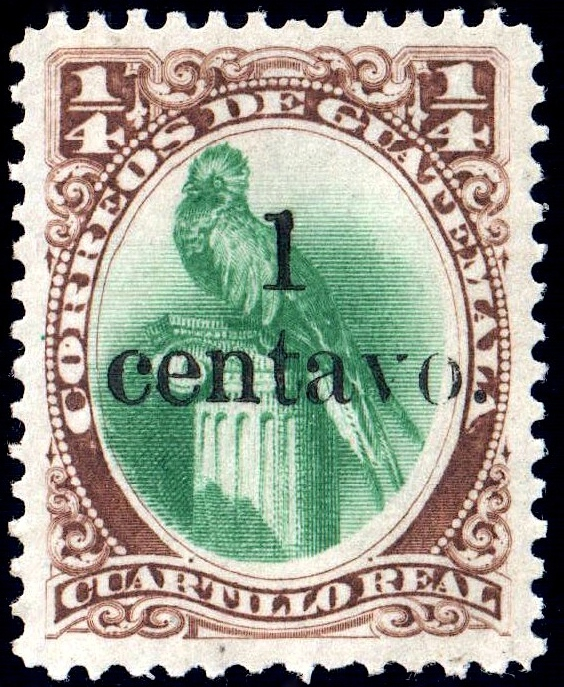
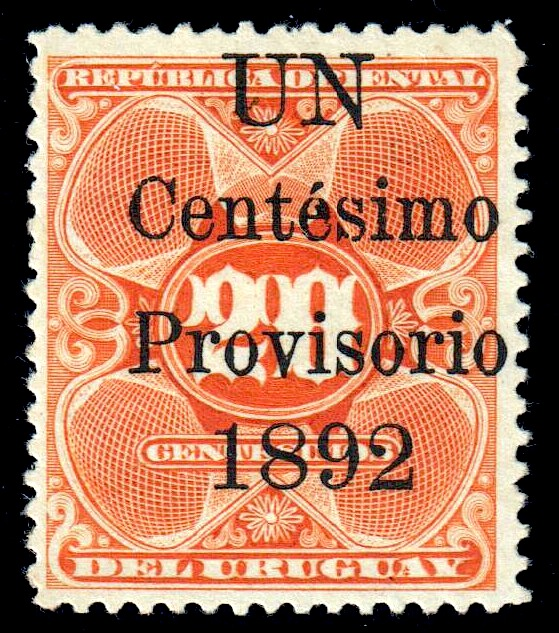
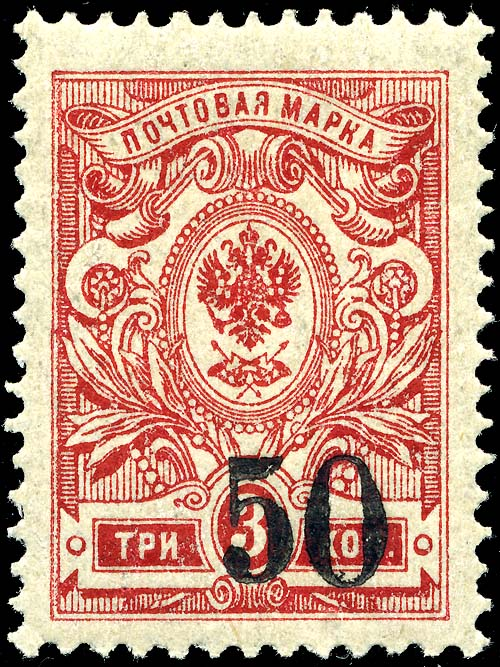